# Бедражій-Ной
Бедражій-Ной (рум. Bădragii Noi) — село в Єдинецькому районі Молдови. Утворює окрему комуну. Раніше село входило до Бричанської волості Хотинського повіту.